# Incredible String Band
The Incredible String Band (abreviada en ISB) fue un grupo de folk psicodélico formado en Escocia en 1965 por Robin Williamson, Mike Heron y Clive Palmer y descubierto por el productor Joe Boyd. La banda contó con bastantes seguidores, especialmente dentro de la contracultura inglesa, antes de disolverse en 1974. Se les considera pioneros del acid folk y de la world music, por haber integrado en sus canciones formas e instrumentos muy variados de música tradicional. El grupo se reunió de nuevo en 1999 y se mantuvo en activo hasta 2006. 
Entre los admiradores del grupo se cuentan músicos como Bob Dylan, John Lennon y Robert Plant. En España, músicos como Vainica Doble, Pau Riba y Fernando Márquez han manifestado su admiración por el grupo, así como Silvio Rodríguez en Cuba. 

## Discografía
- The Incredible String Band (Elektra, junio de 1966)
- The 5000 Spirits or the Layers of the Onion (Elektra, julio de 1967)
- The Hangman's Beautiful Daughter (Elektra, marzo de 1968)
- Wee Tam and the Big Huge (Elektra, octubre de 1968)
- Changing Horses (Elektra, noviembre de 1969)
- I Looked Up (Elektra, abril de 1970)
- U (álbum doble, Elektra, octubre de 1970)
- Be Glad for the Song Has No Ending (Island, abril de 1971)
- Relics (Elektra, compilación, marzo de 1971)
- Liquid Acrobat as Regards the Air (Island, octubre de 1971)
- Earthspan (Island, octubre de 1972)
- No Ruinous Feud (Island, febrero de 1973)
- Hard Rope & Silken Twine (Island, marzo de 1974)
- Seasons They Change (Island, compilación, noviembre de 1976)
- BBC Radio 1 Live on Air (octubre de 1991)
- BBC Radio 1 Live In Concert (noviembre de 1992)
- The Chelsea Sessions 1967 (junio de 1997)
- First Girl I Loved: Live in Canada 1972 (Trojan Records, 2001)
- Nebulous Nearnesses (2004)
- Across The Airwaves: BBC Radio Recordings 1969-74 (2007)